# ماغي تايلور
ماغي تايلور (بالإنجليزية: Maggie Taylor)‏ هي مصورة أمريكية، ولدت في 1961 في كليفلاند في الولايات المتحدة.